# 広島市立伴東小学校
広島市立伴東小学校（ひろしましりつ ともひがししょうがっこう）は、広島県広島市安佐南区伴東にあるhello negre

## 歴史
- 1983年（昭和58年） - 広島市立伴小学校より分離開校

## 学区
大原台、松宗、下向、下地、瀬戸内ハイツ、サーパス沼田の6つ。サーパス沼田は「下向」学区内だが、児童数の増加により分離。

## 備考
- 当校は、広島市立伴小学校が児童数の増加により手狭となったため、分離開校して出来た学校である。開校時の児童数は1111名であったが、その後は徐々に減少している。

## 周辺施設
- 広島市立伴中学校
- 広島市立沼田高等学校
- 広陵高等学校
- 広島市立伴小学校
- アストラムライン大原駅
- アストラムライン伴駅